# James McGolrick
James McGolrick (* 1. Mai 1841 in Borrisokane, County Tipperary, Irland; † 23. Januar 1918 in Duluth, Minnesota, USA) war Bischof von Duluth.

## Leben
James McGolrick besuchte das All Hallows College in Dublin. Er empfing am 11. Juni 1867 durch den Bischof von Kerry, David Moriarty, das Sakrament der Priesterweihe. Von 1868 bis 1889 war James McGolrick Pfarrer der Pfarrei Immaculate Conception. 
Am 29. November 1889 ernannte ihn Papst Leo XIII. zum Bischof von Duluth. Der Erzbischof von Saint Paul, John Ireland, spendete ihm am 27. Dezember desselben Jahres in der Cathedral of Saint Paul die Bischofsweihe; Mitkonsekratoren waren der Bischof von Sioux Falls, Martin Marty OSB, und der emeritierte Bischof von Saint Paul, Thomas Langdon Grace OP.